# Rabah, Syria
Rabah (tiếng Ả Rập: رباح) là một ngôi làng ở phía tây bắc Syria, một phần hành chính của Tỉnh Homs, nằm ở phía tây thành phố Homs. Các địa phương lân cận bao gồm Muklous ở phía tây, Hawash và Zweitina ở phía tây nam, Shin ở phía đông nam, al-Mahfurah ở phía đông, al-Qabu, Syria ở phía đông bắc và Fahel ở phía bắc. Theo Cục Thống kê Trung ương Syria (CBS), Rabah có dân số 2.341 vào năm 2004. Cư dân của nó chủ yếu là Kitô hữu Chính thống Hy Lạp.